# Astragalus schmidii
Astragalus schmidii är en ärtväxtart som beskrevs av Dieter Podlech. Astragalus schmidii ingår i släktet vedlar, och familjen ärtväxter. Inga underarter finns listade i Catalogue of Life.